# Beat the Boots II
Beat the Boots II je box set Franka Zappy, vydaný v roce 1992. Jedná se o pokračování box setu Beat the Boots. Je zde zaznamenaný i koncert, ze kterého vznikla skladba „Smoke on the Water“ od Deep Purple.

## Seznam skladeb
| Disconnected Synapses | Disconnected Synapses        | Disconnected Synapses |
| Pořadí                | Název                        | Délka                 |
| --------------------- | ---------------------------- | --------------------- |
| 1.                    | Penis Dimension              | 11:15                 |
| 2.                    | The Air                      | 3:54                  |
| 3.                    | The Dog Breath/Mother People | 4:22                  |
| 4.                    | You Didn't Try to Call Me    | 3:34                  |
| 5.                    | King Kong                    | 31:38                 |
| 6.                    | Who Are the Brain Police?    | 6:30                  |

| Tengo Na Minchia Tanta | Tengo Na Minchia Tanta                          | Tengo Na Minchia Tanta |
| Pořadí                 | Název                                           | Délka                  |
| ---------------------- | ----------------------------------------------- | ---------------------- |
| 1.                     | Does This Kind of Life Look Interesting to You? | 0:49                   |
| 2.                     | A Pound for a Brown (On the Bus)                | 7:26                   |
| 3.                     | Sleeping in a Jar (with extensions)             | 4:34                   |
| 4.                     | Sharleena                                       | 4:31                   |
| 5.                     | The Sanzini Brothers                            | 0:32                   |
| 6.                     | What Will This Morning Bring Me This Evening?   | 4:35                   |
| 7.                     | What Kind of Girl Do You Think We Are?          | 5:00                   |
| 8.                     | Bwana Dik                                       | 1:45                   |
| 9.                     | Latex Solar Beef                                | 1:00                   |
| 10.                    | Daddy, Daddy, Daddy                             | 2:46                   |
| 11.                    | Little House I Used to Live In                  | 4:04                   |
| 12.                    | Holiday in Berlin                               | 4:36                   |
| 13.                    | Inca Roads/Easy Meat                            | 7:16                   |
| 14.                    | Cruisin' for Burgers                            | 2:45                   |

| Electric Aunt Jemima | Electric Aunt Jemima                                                                         | Electric Aunt Jemima |
| Pořadí               | Název                                                                                        | Délka                |
| -------------------- | -------------------------------------------------------------------------------------------- | -------------------- |
| 1.                   | "Little House I Used to Live In/Dog Breath Variations/Blue Danube Waltz/Hungry Freaks, Daddy | 14:30                |
| 2.                   | whät                                                                                         | 3:53                 |
| 3.                   | Dog Breath                                                                                   | 2:10                 |
| 4.                   | King Kong                                                                                    | 16:30                |
| 5.                   | More Trouble Every Day                                                                       | 5:59                 |
| 6.                   | A Pound for a Brown (On the Bus)                                                             | 8:36                 |
| 7.                   | English Tea Dancing Interludes/Plastic People/King Kong/America Drinks/Wipe Out              | 12:00                |

| At the Circus | At the Circus                        | At the Circus |
| Pořadí        | Název                                | Délka         |
| ------------- | ------------------------------------ | ------------- |
| 1.            | A Pound for a Brown (On the Bus)     | 2:15          |
| 2.            | Baby Snakes                          | 2:05          |
| 3.            | Dancin' Fool                         | 3:15          |
| 4.            | Easy Meat                            | 4:39          |
| 5.            | Honey, Don't You Want a Man Like Me? | 4:32          |
| 6.            | Mother People                        | 2:40          |
| 7.            | Wonderful Wino                       | 5:41          |
| 8.            | Why Does It Hurt When I Pee?         | 2:21          |
| 9.            | Seal Call Fusion Music               | 3:12          |
| 10.           | Bobby Brown (Goes Down)              | 2:53          |
| 11.           | I'm On Duty                          | 1:52          |
| 12.           | Conehead                             | 5:31          |

| Swiss Cheese/Fire! | Swiss Cheese/Fire!                                                          | Swiss Cheese/Fire! |
| Pořadí             | Název                                                                       | Délka              |
| ------------------ | --------------------------------------------------------------------------- | ------------------ |
| 1.                 | Intro                                                                       | 14:21              |
| 2.                 | Peaches en Regalia                                                          | 3:27               |
| 3.                 | Tears Began to Fall/She Painted Up Her Face/Half-a-Dozen Provocative Squats | 5:59               |
| 4.                 | Call Any Vegetable                                                          | 9:55               |
| 5.                 | Anyway the Wind Blows                                                       | 3:44               |
| 6.                 | Magdalena/Dog Breath                                                        | 9:49               |
| 7.                 | Sofa                                                                        | 18:06              |
| 8.                 | A Pound for a Brown (On the Bus)                                            | 7:07               |
| 9.                 | Wonderful Wino/Sharleena/Cruisin' for Burgers                               | 12:37              |
| 10.                | King Kong                                                                   | 1:24               |
| 11.                | Fire!                                                                       | 1:55               |

| Our Man in Nirvana | Our Man in Nirvana               | Our Man in Nirvana |
| Pořadí             | Název                            | Délka              |
| ------------------ | -------------------------------- | ------------------ |
| 1.                 | Feet Light Up                    | 1:16               |
| 2.                 | Bacon Fat                        | 4:58               |
| 3.                 | A Pound for a Brown (On the Bus) | 8:26               |
| 4.                 | Sleeping in a Jar                | 17:16              |
| 5.                 | The Wild Man Fischer Story       | 3:28               |
| 6.                 | I'm the Meany                    | 2:02               |
| 7.                 | Valarie                          | 2:17               |
| 8.                 | King Kong                        | 30:59              |

| Conceptual Continuity | Conceptual Continuity                                  | Conceptual Continuity |
| Pořadí                | Název                                                  | Délka                 |
| --------------------- | ------------------------------------------------------ | --------------------- |
| 1.                    | Stink-foot/Dirty Love/Wind Up Workin' in a Gas Station | 17:58                 |
| 2.                    | The Torture Never Stops/City of Tiny Lites             | 21:09                 |